# ائوجنیا کاروزو
ائوجنیا کاروزو (ایتالیایی: Eugenia Caruso) بازیگر و فیلم‌نامه‌نویس اهل ایتالیا است.
از فیلم‌ها یا مجموعه‌های تلویزیونی که وی در آن‌ها نقش داشته‌است، می‌توان به روان‌پزشک، استودیوی صدای باربری، دوک بورگوندی و جادوگرها اشاره نمود.